# Лестница в небо (фильм, 1946)
«Лестница в небо» (англ. Stairway to Heaven — прокатное название в США; оригинальное название «A Matter of Life and Death», дословно — «Вопрос жизни и смерти») — фильм британского кинематографического дуэта Майкла Пауэлла и Эмерика Прессбургера (1946).
Сценарий был создан по заданию британского правительства с целью улучшения англо-американских отношений, несколько обострившихся в результате послевоенной борьбы за мировое лидерство.

## Сюжет
Действие фильма происходит в реальном мире, отображаемом в цвете, и в вымышленном, символизирующем лестницу в небо, сцены которого сняты на чёрно-белую плёнку.
Реальный мир. 2 мая 1945 года после выполнения боевого задания самолёт Авро Ланкастер британских ВВС подбит. Часть экипажа смогла покинуть борт. В планирующей горящей машине остался уже мёртвый офицер Трабшоу (Кут) и пилот Питер Картер (Нивен), парашют которого безнадёжно испорчен. Питер пытается наладить связь с землёй. Его слышит диспетчер, американка Джун (Хантер). Питер эмоционально просит попрощаться с матерью, сёстрами. Он и Джун морально поддерживают друг друга. Перед самой катастрофой Питер выпрыгивает из самолёта. Очнувшись утром, он бредёт по полосе прибоя и, практически сразу встречает сменившуюся с вахты Джун. Молодые люди интуитивно узнают друг друга, между ними рождается любовь.
Лестница в небо. Офицер Трабшоу уговаривает Ангела-регистратора (Байрон) разрешить ему дождаться своего товарища Питера Картера, который по его мнению погиб следом за ним. Время идёт, но того всё нет. Подводя итоги дня старший ангел требует отчёта от проводника № 71 (Горинг), в прошлом — погибшего на гильотине во времена Великой французской революции дворянина, — о причине отсутствия второго лётчика. Тот объясняет всё густым туманом в месте падения самолёта. Трабшоу подтверждает его слова. Старший ангел даёт проводнику задание в кратчайший срок исправить ошибку.
Реальный мир. Проводник застаёт Питера в объятиях спящей Джун. Он объясняет лётчику ситуацию и требует немедленно следовать за собой. Тот категорически отказывается, ссылаясь на взаимность допущенной ошибки. Проводник исчезает за консультациями. Питер рассказывает Джун о произошедшем. Она списывает это на травму при падении и обращается к своему знакомому доктору Ривсу (Ливси) с просьбой разобраться в состоянии Картера. Врач приглашает лётчика пожить у него в ожидании очередного визита «посланца». Однако его появление в очередной раз сопровождается остановкой времени и Ривс не может его видеть. Проводник сообщает Питеру, что принято решение назначить по делу о его гибели небесное судебное разбирательство. Лётчик имеет право выбрать себе в адвокаты любого из умерших людей. В автомобильной аварии погибает доктор Ривс. Питер Картер выбирает его своим защитником.
Лестница в небо. Зал небесного суда переполнен погибшими военнослужащими многих времён и народов. Авраам Фарлан, судебный обвинитель (Мэсси) — первая жертва, павшая от пули англичан в Войне за независимость США, люто их ненавидит. Диалог с адвокатом-британцем сводится к продолжительной пикировке относительно двухвековых взаимоотношений. К теме влюблённых их возвращает Проводник № 71, предложив устроить следственный эксперимент. Девушка без колебаний готова отдать свою жизнь для спасения возлюбленного. Суд принимает решение в пользу Питера и Джун. Лётчик приходит в себя в реальном мире в больничной палате после успешной операции на мозге.

## В ролях
- Дэвид Нивен — Питер Картер
- Ким Хантер — Джун
- Роджер Ливси — Доктор Ривс
- Мариус Горинг — проводник № 71
- Кэтлин Байрон — Ангел-регистратор
- Роберт Кут — Боб Трабшоу, офицер-лётчик
- Рэймонд Мэсси — Авраам Фарлан, судебный обвинитель
- Абрахам Соуфер — Судья
- Ричард Аттенборо — английский пилот
- Роберт Аткинс — викарий
- Роберт Битти — член экипажа США (нет в титрах)

## Художественные особенности
Особенностью фильма является одновременное использование цветной и чёрно-белой плёнки для условного разделения двух миров главного героя. Этот приём был использован дуэтом режиссёров и ранее — в картине «Жизнь и смерть полковника Блимпа» (1943 год). Пальму же первенства в подобных экспериментах Британский институт кино отдаёт фильму «Волшебник страны Оз» (1939 год). Но если в нём присутствует лишь удачная комбинация цветной и монохромной съёмки, то у Пауэлла и Прессбургера эта идея преломляется в ведущую концепцию. Более того, материал подан так, что линия раздела проходит не по границе реального и условного миров, а по границе любви и жизненной силы против затхлой стерильности и обыденности. Прозаичная реальность даже в цвете выглядит монохромной, а чёрно-белый фантазийный мир в романтических сценах окрашивается в перламутровые оттенки.

## Награды и рейтинги
- 1946 год — Сообщество кинокритиков Нью-Йорка, лучший фильм (3 место), лучшая режиссура (3 место);
- 1948 год — датская кинопремия Бодиль, лучший европейский фильм;
- В 1986 году был отобран для внеконкурсной программы Каннского кинофестиваля[5].
- По состоянию на 1999 год лента занимает 20 место в списке 100 лучших британских фильмов за 100 лет по версии BFI[6].
- Согласно опросу, проведённому в 2004 г. профильным журналом Total Film среди 25 критиков, картина заняла второе место в рейтинге величайших фильмов за всё время существования британского кино, уступив лишь «Убрать Картера» Майка Ходжеса[7].

## Критика
Рецензент The New York Times — свидетель американской премьеры ленты в 1946 году, отзывается о ней в самых восторженных тонах: о работе творческого дуэта Пауэлла и Прессбургера, игре актёров, остроумии и изобретательности сцены небесного суда, костюмах и декорациях. Другой, уже современный обозреватель того же издания считает фильм прародителем всего сюрреалистического кинематографа, уносящий зрителя из будничной реальности повседневной жизни в обострённую реальность воображения. Роджер Эберт также высоко отзывается о фильме, а некоторые сцены (вымышленные вселенные, небесная «дыра» с бесконечной лестницей) — одними из самых зрелищных в истории кино. Хотя британские критики в год премьеры назвали ленту проамериканской, Эберт считает её скорее ироничной по отношению к янки: аппарат по продаже колы в Чистилище, типично американские пластиковые мешки для химчистки, в которых вновь прибывшие ангелы получают крылья и так далее.

## Реставрация
Отреставрированную копию фильма подготовила к прокату Тельма Скунмейкер — монтажёр, многолетняя сотрудница творческой группы Мартина Скорсезе. Долгая работа по изучению архивных документов и скрупулёзное восстановление цвета из Техниколор позволили наиболее точно передать замысел авторов картины, считает Мартин Скорсезе. Посмотрев ещё в детстве работы режиссёров, в 1990-е годы он купил авторские права на их прокат.

## Комментарии
1. ↑  Фамилию Трабшоу кинематографисты часто давали второстепенным персонажам в фильмах, где снимался Дэвид Нивен по его настоянию в честь фронтового друга Майкла Трабшоу.